# Simon Willison
Simon Willison es un programador británico, cofundador del directorio de conferencia social Lanyrd, y Director de Arquitectura en Eventbrite. Originario del Reino Unido, actualmente es residente en San Francisco, California. Simon es cocreador de Django (framework) y con frecuencia es orador público.

## Carrera
Simon comenzó su carrera profesional en desarrollo web en el año 2000 trabajando como máster y desarrollador para el sitio web británico Gameplay, donde fue fundamental en la creación de File Monster, un gran sitio de descargas de archivos de videojuegos. En 2001 abandonó su trabajo para comenzar sus estudios en la Universidad de Bath. Mientras estudiaba, trabajó a medio tiempo para Incutio donde desarrolló la popular librería para PHP Incutio XML-RPC (usada en WordPress y Drupal). Durante este tiempo, Simon comenzó con su blog sobre desarrollo web. Al desarrollar software para su blog, Simon construyó una de las primeras implementaciones de Pingback. Simon fue uno de los primeros adeptos de OpenID a través de su blog. 
Entre 2003 y 2004, mientras que trabajaba en el Lawrence Journal-World durante un año de colocación industrial, él y otros desarrolladores (Adrian Holovaty, Jacob Kaplan-Moss y Wilson Miner) crearon un Software de código abierto llamado Django (framework), un Framework para aplicaciones web para Python
Luego de graduarse en 2005, Simon trabajó en Yahoo! como parte del equipo de Desarrollo de Tecnología y en versiones muy tempranas del servicio de geolocalización Fire Eagle. Luego de Yahoo!, trabajó como consultor en OpenID y desarrollo web en varias editoriales y medios de comunicación. Willison fue contratado en 2008 por el periódico británico The Guardian para trabajar como arquitecto de software.
A fines de 2010 lanzó el directorio de conferencia social Lanryd con su esposa y cofundadora, Natalie Downe. Ambos recibieron fondos por parte de Y Combinator a comienzos de 2011. En 2013, Lanryd fue adquirida por Eventbrite, y Simon y Natalie fueron contratados para integrar el equipo de ingeniería de Eventbrite en San Francisco.